# Саси (Трапани)
Саси је насеље у Италији у округу Трапани, региону Сицилија.
Према процени из 2011. у насељу је живело 1728 становника. Насеље се налази на надморској висини од 236 м.